# Feldberger Seen
Bei Feldberg in der nach ihnen benannten Gemeinde Feldberger Seenlandschaft im Südosten Mecklenburg-Vorpommerns gibt es eine Gruppe sehr nahe beieinander liegender Seen mit gemeinsamen Abflusswegen sowohl zur Havel als auch zur Ucker.

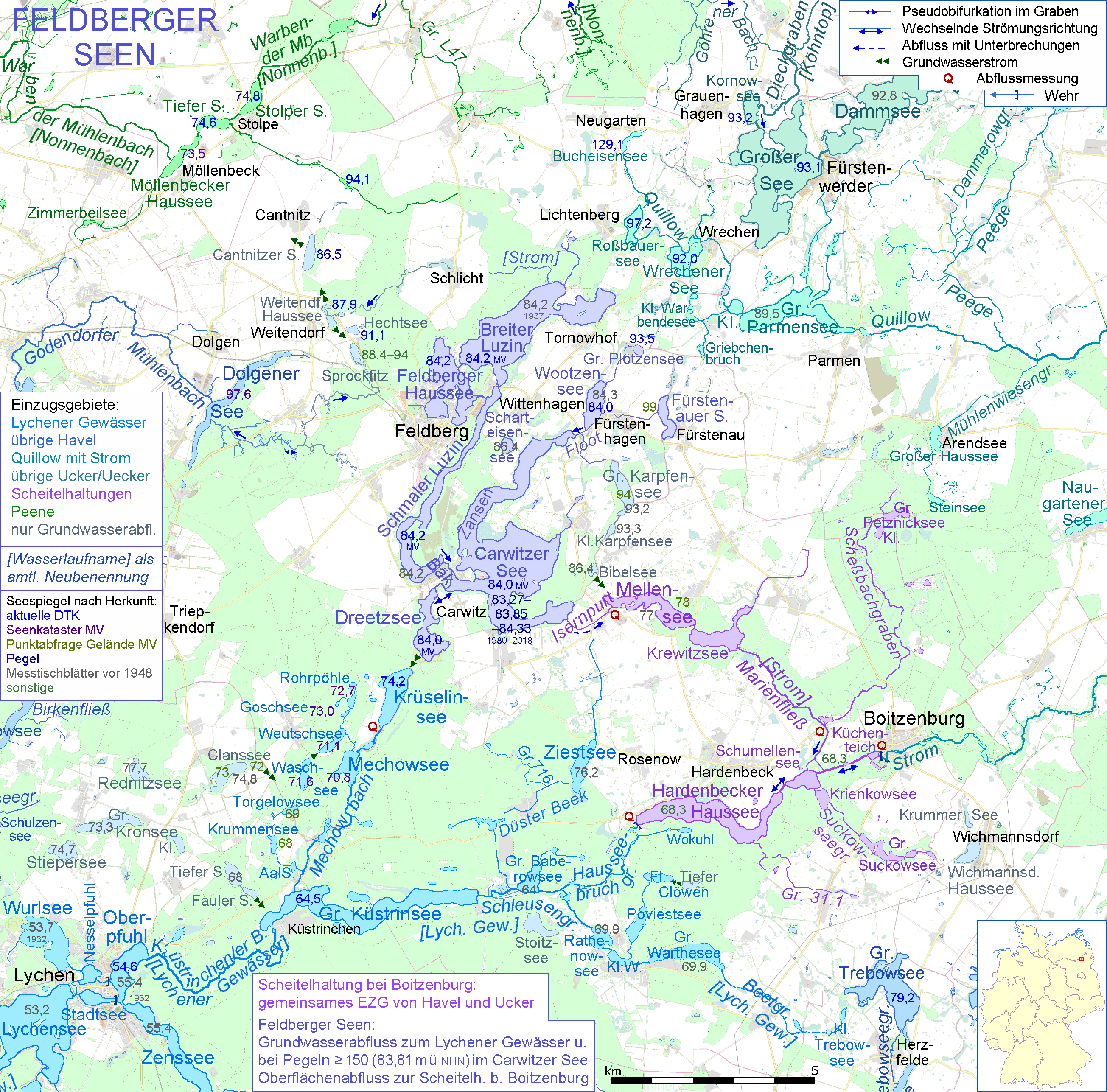
Feldberger Seen mit näherer Umgebung und Abflussmesspegeln

## Abflusswege
Der Grundwasserabfluss erfolgt vom Dreetzsee zum Krüselinsee, dessen Wasser durch den Mechowbach und das Lychener Gewässer zur Havel abfließt. Vom Carwitzer See gibt es die 1575 bis 1578 als offener Kanal angelegte und im 20. Jahrhundert verrohrten Isernpurt (Eiserne Pforte) zum Mellensee. Sie fördert bei Wasserständen ab 83,81 m über NHN (Pegel Carwitz 150 cm bei einem PNP von 82,307 m ü NHN, langjähriges Mittelwasser 154 cm). Der Mellensee entwässert durch das Marienfließ zu einer Scheitelhaltung bei Boitzenburg, bestehend aus dem Boitzenburger Küchenteich, dem Schumellensee, dem Hardenbecker Haussee und dem sie verbindenden Kanal großen Querschnitts. Diese gibt immer Wasser aus dem Boitzenburger Küchenteich in den Strom in Richtung Ucker ab, weswegen auch Isernpurt und Marienfließ als Flussabschnitte des Stroms gelten. Der andere Ablauf der Scheitelhaltung geht aus dem Hardenbecker Haussee durch den Hausseebruchgraben zum Lychener Gewässer. Er ist schon im Schmettauschen Kartenwerk des 18. Jahrhunderts eingezeichnet und hat zeitweise einen größeren Abfluss als die Wasserabgabe aus dem Küchenteich in den Strom.

## Gruppierung der Seen

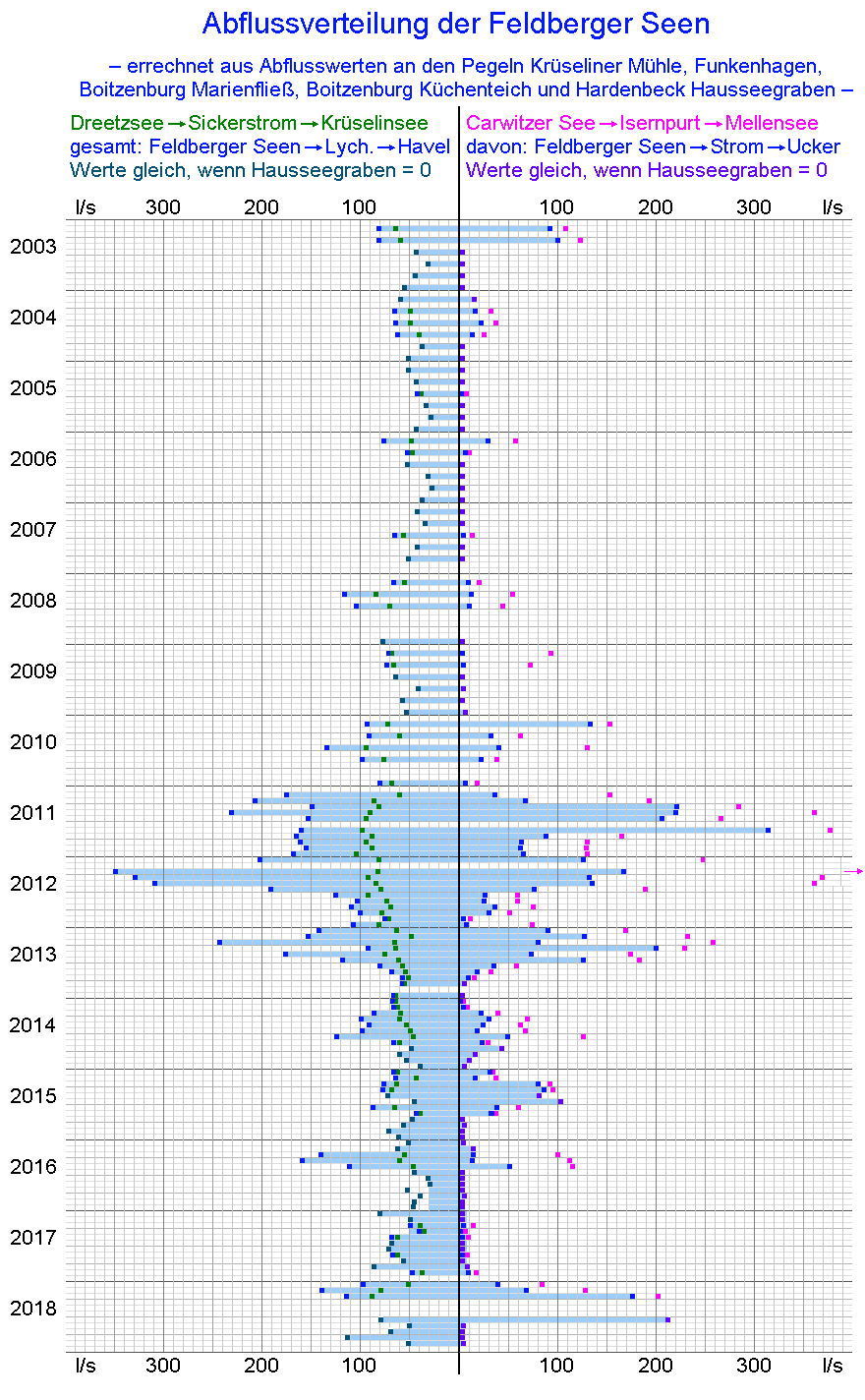
Länge und Lage der blauen Balken verdeutlichen den Gesamt-Abfluss aus den Feldberger Seen und seine Verteilung auf Havel (links) und Ucker (rechts).

Die Feldberger Seen gliedern sich in eine obere und eine untere Gruppe.
Die obere Gruppe besteht aus dem Breiten Luzin, dem Feldberger Haussee und dem Schmalen Luzin. Sie sind durch drei kurze Kanäle miteinander verbunden und haben nach den meisten alten wie neuen Datenwerken annähernd gleichen Wasserstand. Ihr Wasser gelangt aus dem Schmalen Luzin durch die Bäk in den Carwitzer See.
Der Carwitzer See ist durch einen bei hohem Wasserstand mit Motorbooten, bei niedrigem nur mit Paddelbooten befahrbaren Kanal mit dem Dreetzsee verbunden. Dieser Kanal hat nach Auskunft von Anrainern keine merkliche Strömung, nach den hydrologischen Rahmenbedingungen wechselnde Strömungsrichtungen. Bei sehr feuchtem Wetter kann der Oberflächenabfluss durch die Isernpurt auch eine Wasserbewegung aus dem Dreetzsee zum Carwitzer See bewirken. Ansonsten ist der Grundwasserabfluss aus dem Dreetzsee größer und muss eine Wasserbewegung aus dem Carwitzer See dorthin zur Folge haben.
Der Grundwasserabfluss lässt den Wasserspiegel der beiden unteren Seen weiter absinken, wenn er die Sohle der Isernpurt unterschritten hat. Dadurch nimmt bei trockenem Wetter der Höhenunterschied zwischen oberer und unterer Seengruppe und damit das Gefälle der Bäk zu.
Der Carwitzer See hat einen langen sich nach Nordosten erstreckenden Arm, den Zansen. In dessen Ende mündet der Floot genannte Abfluss des Wootzensees, dessen Wasserspiegel nur wenig höher liegt (nach den meisten Darstellungen gleiche Höhe).

## Seen außerhalb der Kerngruppe

### In der Mitte, aber isoliert
Mitten zwischen Schmalem Luzin und Zansen liegt der Scharteisensee, der aber nur durch Grundwasserverbindungen mit den übrigen verbunden ist.

### Anbindung durch Oberflächengewässer und Düker
Der Wootzensee erhält durch einen Graben Zufluss aus dem fast zehn Meter höher gelegenen Großen Plötzensee und durch eine überwiegend verrohrte Verbindung aus dem über 15 m höher gelegenen Fürstenauer See.
Der Breite Luzin hat in seiner nördlichsten Bucht zwei Zuflüsse. Der westliche kommt aus dem Waldgebiet Lichtenberger Buchen und ist als Quellbach des Stroms klassifiziert. Der östliche kommt aus den Lichtenberger Tannen und entwässert zwei der nördlich dieses Waldgebietes in der Feldmark des Dorfes Lichtenberg liegende Sölle.

### Binneneinzugsgebiete
Östlich des Carwitzer Sees liegen die beiden durch einen Graben miteinander verbundenen Karpfenseen und der Bibelsee.
Der Große Karpfensee kann nach massiven Niederschlägen in einen zum Floot führenden Graben überlaufen, aber einen gebahnten Abflussweg hat er nicht. Die Wege der Grundwasserabflüsse sind ungewiss.
Beim Bibelsee (86,4 m Meereshöhe) ist ein Grundwasserabfluss zum fast zehn Meter tiefer gelegenen Mellensee wahrscheinlich.
Nordwestlich des Feldberger Haussees liegen die Binneneinzugsgebiete des Sprockfitz, des Weitendorfer Haussees und des Cantnitzer Sees. Der Wasserspiegel des Sprockfitz variiert um fünf bis sieben Meter. Die Grundwasserspiegel dort werden durch Sonden nördlich und südlich des Weitendorfer Haussees fortlaufend überwacht. Dabei wurden wechselnde Gefälle beobachtet, woraus geschlossen wird, dass auch die Richtungen der Grundwasserströme wechseln, zeitweise in Richtung Feldberger Haussee und zeitweise in Richtung Möllenbecker Haussee sickern. Jener fließt durch den Warbender Mühlenbach-Nonnenbach zum Tollensesee ab und damit zur Peene.

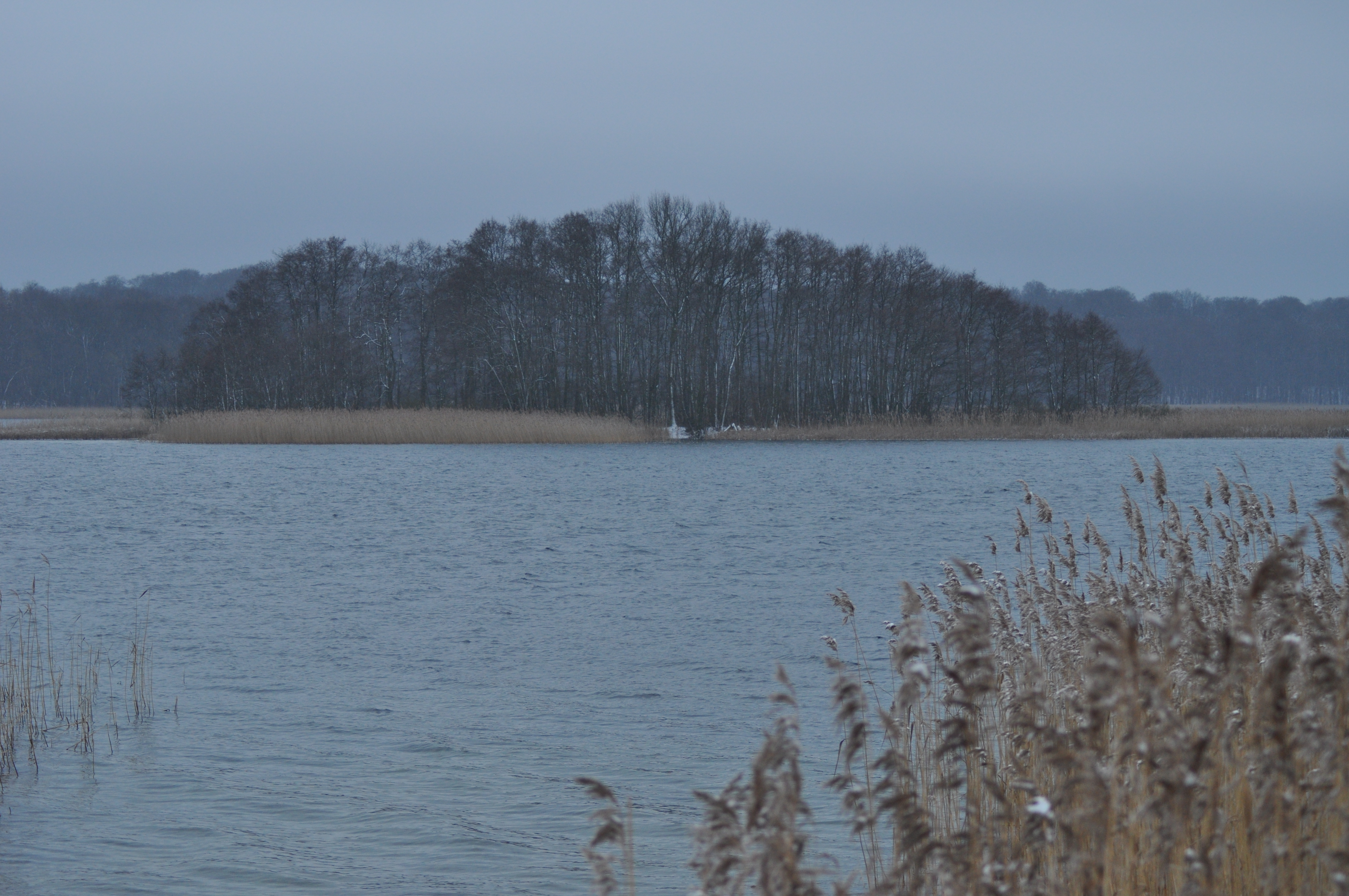
Carwitzer See
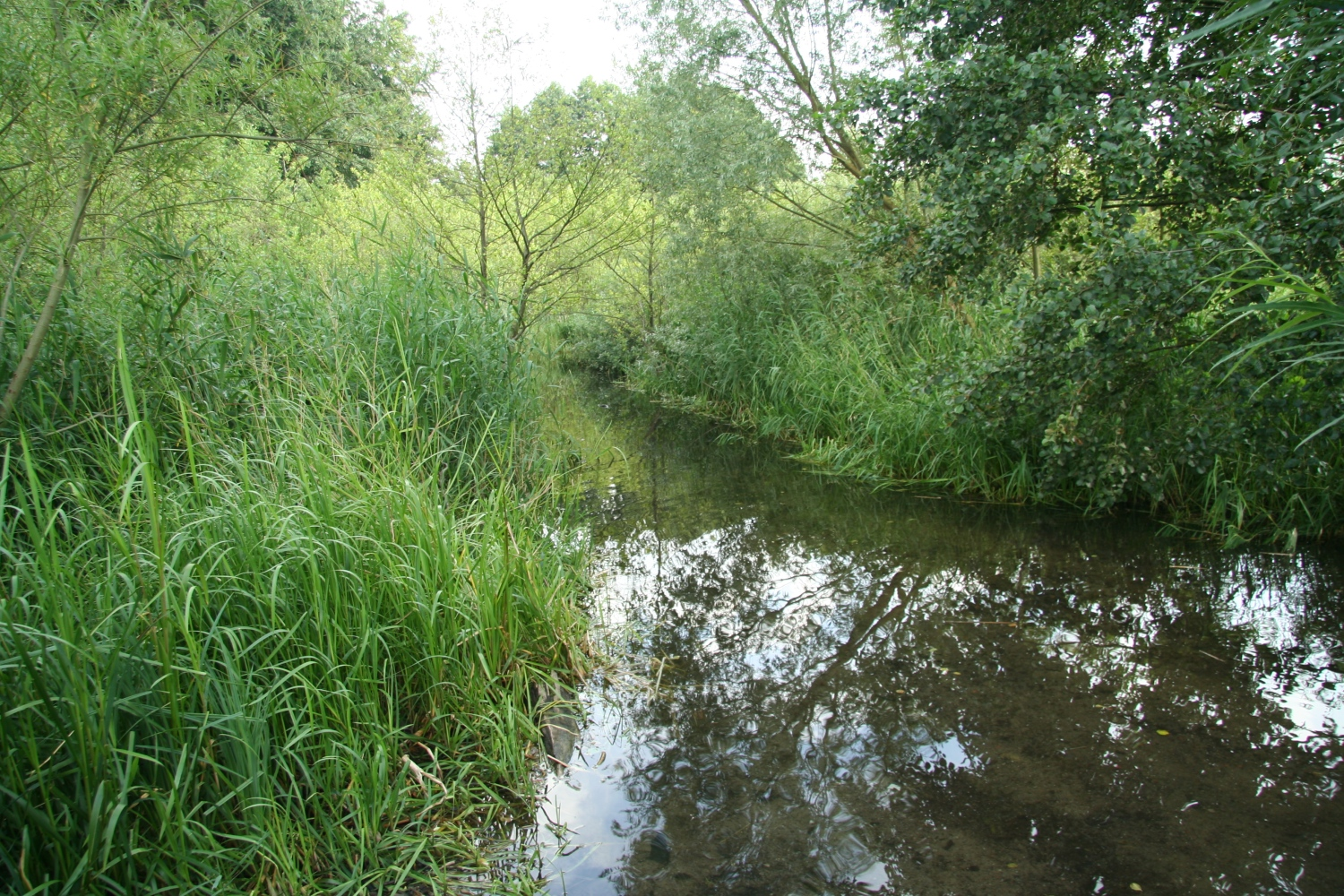
Verbindung vom Carwitzer See zum Dreetzsee

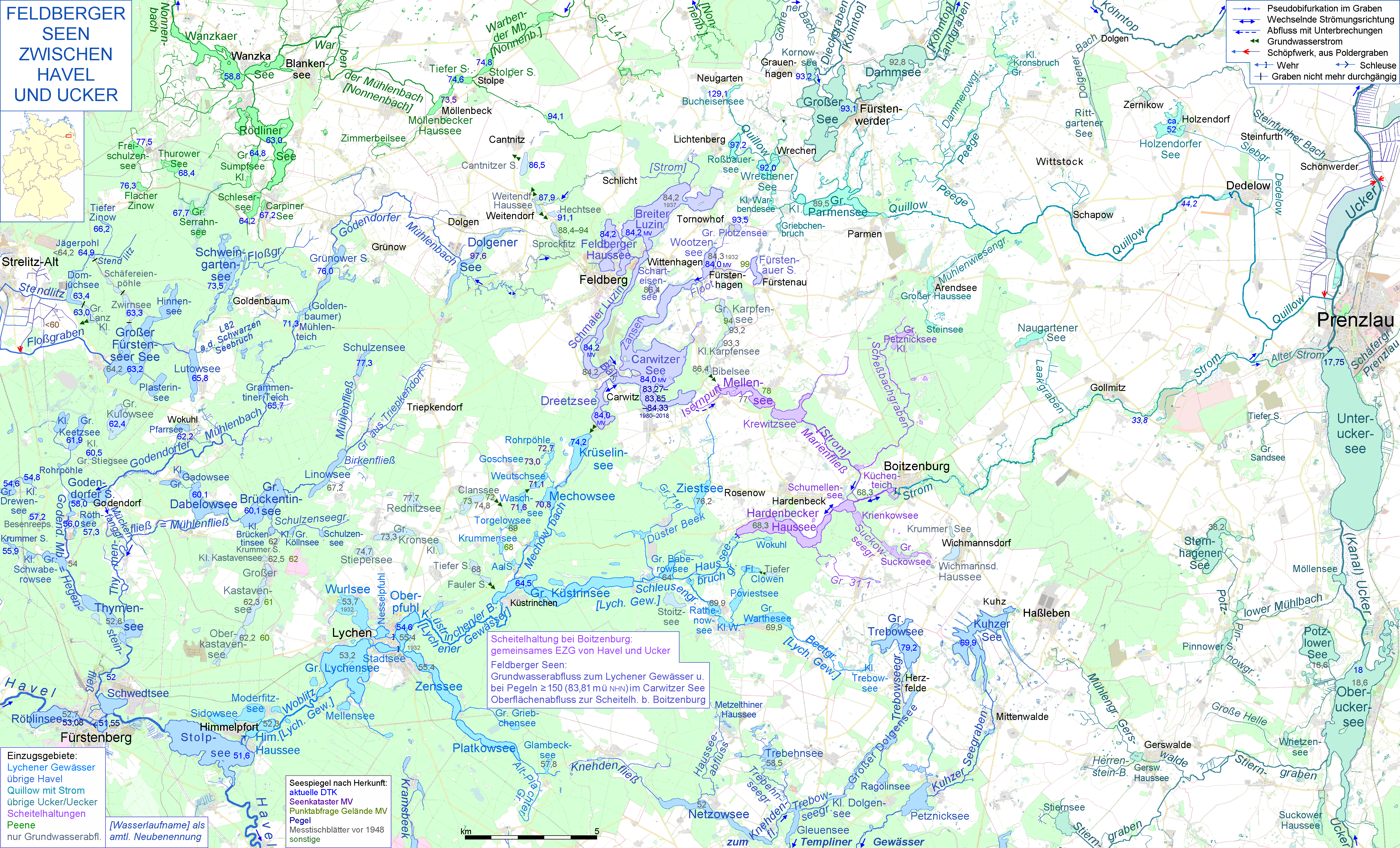
Feldberger Seen mit Abflusswegen bis zur Havel und zur Ucker.
Lesbare Darstellungsgrößen: 20% (1271 x 770 px) – 25% (1674 x 1027) – 33% (2542 x 1540 px)

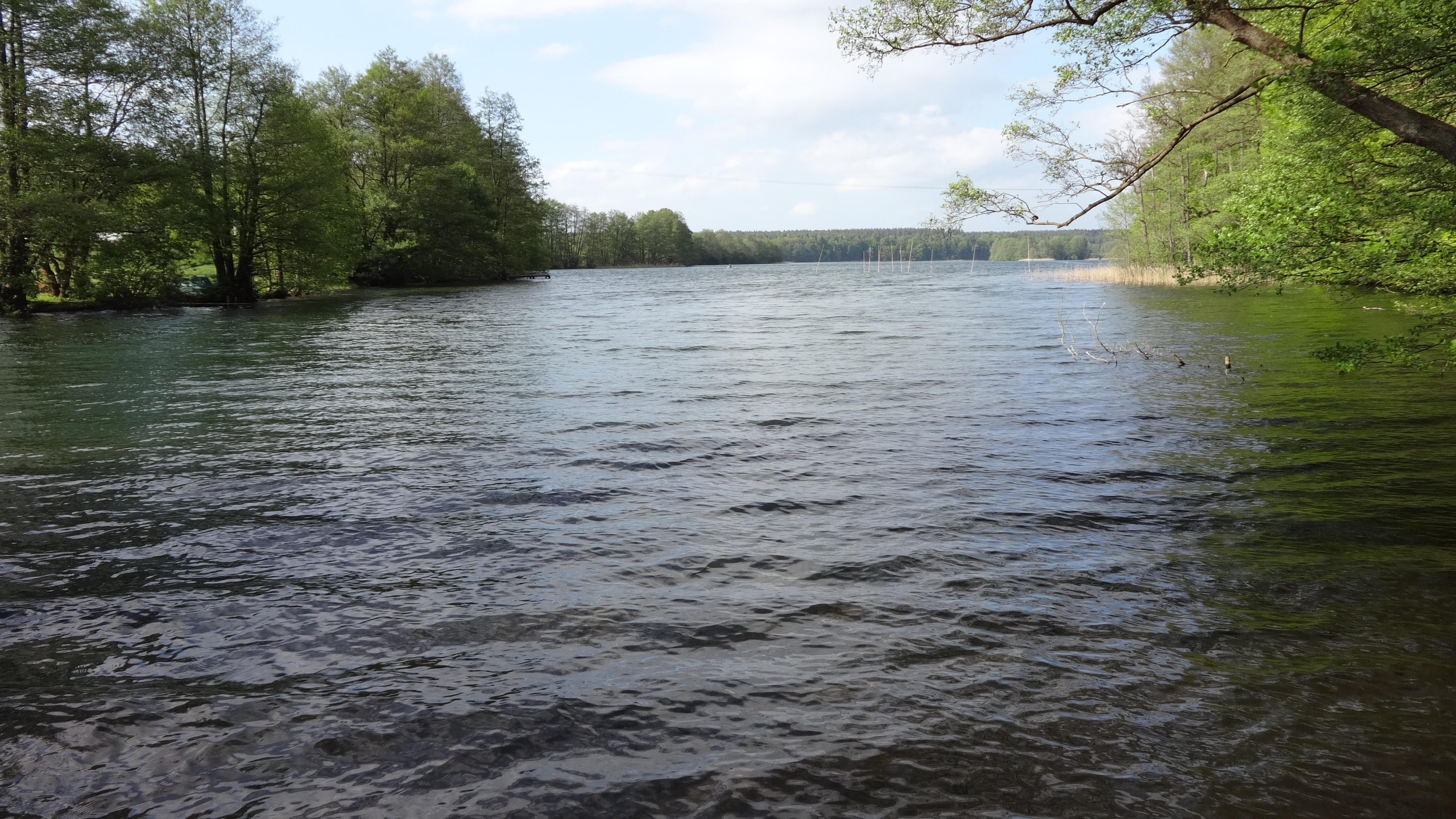
Krüselinsee von Süden

## Informationsquellen
- Dokumentation von Zustand und Entwicklung der wichtigsten Seen Deutschlands – Teil 2 Mecklenburg-Vorpommern (PDF)
- StALU Mecklenburgische Seenplatte: Managementplan Schmaler Luzin mit Zansen und Carwitzer See (PDF)
- StALU Mecklenburgische Seenplatte:
  - Verlauf der Pegelstände des Carwitzer Sees
  - Abflussmessungen am Pegel Krüseliner Mühle (Mechowbach)
- LfU Brandenburg: Abflussmessungen an den Pegeln
  - Funkenhagen (Isernpurt (Strom))
  - Boitzenburg Marienfließ (Strom)
  - Boitzenburg Küchteich (Strom)
  - Hardenbeck (Hausseebruchgraben)

Koordinaten: 53° 17′ 57″ N, 13° 26′ 18″ O